# آیریس مرداک
آیریس مرداک (به انگلیسی: Iris Murdoch) (زادهٔ ۱۵ ژوئیهٔ ۱۹۱۹ – ۸ فوریهٔ ۱۹۹۹) رمان‌نویس و فیلسوف بریتانیایی بود که به واسطهٔ رمان‌هایش دربارهٔ خیر و شر، اخلاق، روابط جنسی و قدرت ذهن ناخودآگاه شناخته‌شده‌است. او دانش‌آموختهٔ فلسفه از دانشگاه آکسفورد بود.

## زندگی
مرداک در «فیبس بورو»، دوبلین، ایرلند به دنیا آمد. او دختر ایرنه آلیس ریچاردسون و ویلز جان هیو مرداک بود. پدرش- کارمند دولت- از یک خانوادهٔ کشاورز و دامدار هیل‌هال شهر داون بود. در سال ۱۹۱۵ در نیروی سواره‌نظام پادشاه ادوارد به عنوان سرباز ثبت‌نام کرد و قبل از اینکه به درجهٔ ستوان دوم برسد در زمان جنگ جهانی دوم در فرانسه خدمت کرد. مادرش قبل از تولد آیریس به عنوان خواننده تعلیم دیده بود و از خانواده‌ای متعلق به طبقهٔ متوسط پیرو کلیسای ایرلند در دوبلین بود. پدر و مادر آیریس برای اولین بار یکدیگر را در دوبلین و در زمانی که پدرش به مرخصی آمده بود، ملاقات کردند و در سال ۱۹۱۸ با یکدیگر ازدواج کردند. آیریس تنها فرزند این زوج بود. زمانی که آیریس تنها چند هفته از عمرش می‌گذشت، خانواده‌اش به لندن نقل مکان کردند، جاییکه پدرش در وزارت بهداشت به عنوان کارمند درجهٔ دو مشغول به کار شد. آیریس، دخترعموی ریاضیدان ایرلندی، برایان مرداک بود.
آیریس مرداک در کالج سامرویل آکسفورد (Somerville College) به مطالعه علوم کلاسیک، تاریخ باستان و فلسفه پرداخت. در طول جنگ جهانی دوم، عضو فعال حزب کمونیست بود، ولی پس از مدت کوتاهی از این ایدئولوژی مأیوس شده و از حزب کمونیست استعفا داد. از سال ۱۹۳۸ تا ۱۹۴۲ دستیار عالی وزارت دارایی و درآمدها شد و سپس بین سالهای ۱۹۴۴ تا ۱۹۴۶ در سازمان کمکهای اضطراری (UNRRA) سازمان ملل در اتریش و بلژیک فعالیت داشت. سپس، پس از آنکه یک سال در لندن شغلی نداشت، مرداک در رشته فلسفه و زیر نظر «لودویگ ویتگنشتاین» سرگرم تحصیلات تکمیلی شد.
در سال ۱۹۴۸ او به عنوان مدرس دانشگاه «سنت آن» در آکسفورد (St. Anne's College) شروع به کار کرد و تا سال ۱۹۶۳ در آنجا به تدریس اشتغال داشت. از آن به بعد، مرداک زندگی‌اش را به نوشتن اختصاص داد. بین سالهای ۱۹۶۳ تا ۱۹۶۷ وی در کالج سلطنتی هنر (The Royal College of Art) نیز تدریس می‌کرد. اولین اثری که مرداک به چاپ رساند نقد تحلیلی بود از آثار سارتر (Sartre) که با عنوان «سارتر: عقلگرای رمانتیک» (Sartre: The Romantic Rationalist) در سال ۱۹۵۳ منتشر شد. مرداک در دهه ۱۹۴۰ سارتر را ملاقات کرده و به اگزیستانسیالیسم علاقه‌مند شده بود. آیریس مرداک در سال ۱۹۵۶ با «جان بیلی» (John Bailey) ازدواج کرد. «بیلی» در دانشگاه آکسفورد به سمت استادی زبان انگلیسی رسید و داستانهایی نیز به چاپ رساند. آنها بیش از سی سال در «استیپل آشتون» (Staple Ashton) در خانه‌ای قدیمی به نام «سدار لارج» (Cedar Lodge) زندگی کردند و سپس به محله دانشگاهی نیشن شمال آکسفورد نقل مکان کردند و ازدواج‌شان بیش از چهل‌سال و تا زمان مرگ آیریس پابرجا باقی ماند. بیلی معتقد بود رابطهٔ جنسی «بی‌نهایت مسخره است.» درحالیکه آیریس روابط عاشقانهٔ متعددی با زنان و مردانی مختلف داشت که بیلی نیز از آنان آگاه بود. مرداک هیچگاه به کودکان علاقه نداشت.
در سال ۱۹۵۴ مرداک اولین رمان خود را با عنوان «زیر تور» (Under the Net) منتشر کرد. رمان بعدی مرداک «سر قطع شده» (A Severed Head) نام داشت که در سال ۱۹۶۱ منتشر شد، که در آن به تئوریهای «یونگ» (Jung) در مورد کهن‌الگوها (archetypes) پرداخته شده‌است. او پیشتر مقالاتی در فلسفه منتشر کرده بود و اولین تک‌نگاری (مونوگرافی) را در مورد سارتر به انگلیسی نوشت. او حدود ۲۵ رمان نوشت و علاوه بر شعر و نمایشنامه، به نوشتن مقالات فلسفی نیز ادامه داد. آخرین رمان او، دوراهی جکسون در سال ۱۹۹۵ به چاپ رسید. آیریس مرداک در سال ۱۹۹۷ به آلزایمر مبتلا شد و دو سال بعد در ۱۹۹۹ در آکسفورد چشم از جهان فروبست. در لیدی مارگارت هال در آکسفورد، آنجا که او زیاد عادت به قدم زدن داشت، نیمکتی به نام و یاد او اختصاص داده‌اند. 

## کار

### فلسفه
برای مدتی، تاثیرات و دستاوردهای مرداک به عنوان یک فیلسوف به دلیل موفقیت چشمگیر او در نویسندگی رمان، در محاق رفت؛ اما مقالات متاخرتر او نقش کلیدی او را در فلسفهٔ انگلیسی-امریکایی پس از جنگ جهانی به طرز شگفت‌انگیزی برجسته کرد؛ به خصوص اثر عجیب و پیشگویانهٔ او در فلسفهٔ اخلاق و بازتعبیر او از ارسطو و افلاطون. مارتا نوسبام، فیلسوف اخلاق معاصر، در مورد تاثیر مرداک بر روی اصول فلسفهٔ اخلاق صحبت کرده است؛ چرا که تحلیل او از فلسفهٔ اخلاق تنها به سمت و سوی مسائلی از قبیل جبر و اختیار نمی‌رود؛‌ بلکه بر روی توجه ( این که چگونه انسان‌ها یکدیگر را ادراک می‌کنند) و تجربهٔ پدیداری (این که درک «چیز بودن» زندگی چگونه حساسیت اخلاقی را شکل می‌دهد) تاکید می‌ورزد. 

### داستان
رمان‌های او از لحاظ توجه و سخاوتی که در پرداختن به زندگی شخصی افراد دارد، ‌تابع سنت و جریانی است که افرادی چون داستایفسکی، تالستوی، جرج الیوت و پروست در صدر آن هستند. او همچنین توجه و علاقهٔ خاصی نیز به شکسپیر نشان می‌دهد. هرچند که دستاوردهای مرداک در این راه بسیار متنوع است و کمیک واقع‌گرایانهٔ او شاهزادهٔ سیاه (۱۹۷۳)  بسیار با کمک قدیم‌تر او زیر تور (۱۹۵۴) یا اسب تک‌شاخ (۱۹۶۳) تفاوت دارد. اسب تک‌شاخ یک نوع رمانس گوتیک پیچیده است؛ در حالی که شاهزادهٔ سیاه که مرداک به خاطر نوشتنش جایزهٔ یادبود جیمز تیت بلک را دریافت کرد، به نوعی یک تحقیق در مورد وسواس شهوانی به شمار می‌رود و متن آن بسیار پیچیده‌تر است و تعبیرات متنوعی را طلب می‌کند. 

## دیدگاه‌های سیاسی
آیریس مرداک در سال ۱۹۴۶ برندهٔ یک بورسیه برای تحصیل در کالج واسر در امریکا شد، اما ویزای او رد شد و به دلیل عضویت او در حزب کمونیست بریتانیای کبیر در زمان دانشجویی به سال ۱۹۳۸، از ورود او به امریکا ممانعت به عمل آمد. البته او حزب را در سال ۱۹۴۲ ترک کرده بود اما تا سال‌ها بعد از آن علاقه‌اش را به کمونیسم از دست نداد. بعدها که به او اجازه‌ٔ ورود به امریکا داده شد، همواره می‌بایست از قانون مهاجرت و ملیت که ورود اعضا و اعضای سابق حرب کمونیست را به ایالات متحده ممنوع کرده بود، مجوز بگیرد. او در مصاحبه‌ای در سال ۱۹۹۰ گفت که عضویت در حزب کمونیست باعث شد به عینه ببیند که «[مارکسیسم] به خصوص از لحاظ سازماندهی چقدر هولناک و قوی است».: 210 

## برگردان کتاب‌های او به فارسی
- زنگ | ترجمهٔ پرتو اشراق | ناشر الست فردا
- دریا، دریا/ترجمه زهره مهرنیا/ نشر نیماژ
- هنری و کیتو / ترجمه زهره مهرنیا/ نشر نیماژ
- سیطره خیر، ترجمه شیرین طالقانی ویرایش مصطفی ملکیان، نشر شور.
- زیر تور | ترجمه‌ی پیمان خاکسار | نشر چشمه
- در دام افتاده/ترجمه حمیدرضا زمانیان/نشر ثالث